# Leopard förlag
Leopard förlag är ett svenskt bokförlag, grundat 2001 av förläggaren Dan Israel och författaren Henning Mankell. Förlaget är inriktat på reportageböcker, debatt, historia och populärvetenskap samt skönlitteratur, framför allt afrikansk och asiatisk, och ger ut omkring 25 titlar per år. Deras kontor ligger på Sankt Paulsgatan på Södermalm i Stockholm.

## Utgivna författare[3]
- Hans Abrahamsson
- Anika Agebjörn
- Lars Ahnland
- Birgitta Albons
- Johan Zackarias Almgren
- Jon Lee Anderson
- Tomas Andersson
- Renzo Aneröd
- Lars Åke Augustsson
- Gunnar Balgård
- Biyi Bandele
- Hoda Barakat
- Christine Bard
- Ellen Hollender Bergman
- Calixthe Beyala
- Peter Birro
- Per Björklund
- Torun Börtz
- Donald Boström
- Irka Cederberg
- Leah Hager Cohen
- Maryse Condé
- Mia Couto
- Achmat Dangor
- Mike Davis
- Richard Dawkins
- Charles Dickens
- Assia Djebar
- Emmanuel Dongala
- Richard Dowden
- Maud Edgren-Schori
- Åke Edwardson
- Barbara Ehrenreich
- Kajsa Ekis Ekman
- Annika Elmqvist
- Ulrika Engström
- Edzard Ernst
- Susan Faludi
- Frantz Fanon
- Howard Fast
- Marc Ferro
- Jasper Fforde
- Stefan Foconi
- Klara Franzén
- Gunnar Fredriksson
- Jonathan Freud
- Mattias Gardell
- Rolf Gauffin
- Richard Goldstone
- Halldór Gudmundsson
- Klas Gustafson
- Jesper Hall
- Bitte Hammargren
- Stig Hansén
- Peter Harris
- Fredrik S. Heffermehl
- Barbara Hendricks
- Bernt Hermele
- Jan Hjärpe
- Lennart Hjulström
- Tom Holland
- Tanja Holm
- Gösta Hultén
- Sonallah Ibrahim
- Jesper Jerkert
- Chalmers Johnson
- Jan Käll
- Lena Kallenberg
- Elias Khoury
- Åke Kilander
- Per Kornhall
- Paul Krugman
- Halldór Laxness
- Mikael Löfgren
- Kristian Lundberg
- Henning Mankell
- Kristina Mattsson
- Zakes Mda
- Mathias Mossberg
- Horacio Castellanos Moya
- Jan Myrdal
- Loretta Napoleoni
- Anders Norborg
- Atle Næss
- Linda Polman
- Vijay Prashad
- Philip Pullman
- Atiq Rahimi
- Aapo Roselius
- Olle Rossander
- David Rothkopf
- Tayeb Salih
- Gunnar E. Sandgren
- Werner Schmidt
- Pierre Schori
- Guiliana Sgrena
- Simon Singh
- Rebecca Skloot
- Gullan Sköld
- Daniel Suhonen
- Maria Sveland
- Véronique Tadjo
- Tina Thunander
- Pramoedya Ananta Toer
- Erkki Tuomioja
- Stanley Weintraub
- Leif Zetterling